# Madrid Challenger (1999)
Il Madrid Challenger è stato un torneo professionistico di tennis giocato su campi in cemento. Faceva parte dell'ATP Challenger Series. Si è giocata una sola edizione, a Madrid in Spagna.

## Albo d'oro

### Singolare
| Anno | Campione    | Finalista        | Punteggio     |
| ---- | ----------- | ---------------- | ------------- |
| 1999 | Ota Fukárek | Gouichi Motomura | 6–2, 6–7, 7–5 |

### Doppio
| Anno | Campioni                       | Finalisti                         | Punteggio |
| ---- | ------------------------------ | --------------------------------- | --------- |
| 1999 | Thomas Shimada Myles Wakefield | David DiLucia Stefano Pescosolido | 6–3, 7–6  |